# زولتان دوموتور
زولتان دوموتور (انگلیسی: Zoltán Dömötör; ۲۱ اوت ۱۹۳۵ – ۲۰ نوامبر ۲۰۱۹) بازیکن واترپلو اهل مجارستان بود.
وی در مسابقات کشوری و بین‌المللی در مجموع برندهٔ ۲ مدال طلا، ۲ مدال برنز شده‌است.